# Orestias stelidostachya
Orestias stelidostachya är en orkidéart som först beskrevs av Heinrich Gustav Reichenbach, och fick sitt nu gällande namn av Victor Samuel Summerhayes. Orestias stelidostachya ingår i släktet Orestias och familjen orkidéer. Inga underarter finns listade i Catalogue of Life.